# 小尾元政
小尾元政（日语：／ Obi Yukimasa，1978年9月22日—）是日本男性聲優。所屬經紀公司ガジェットリンク，北海道網走市出生。

## 經歷
2000年，以電視動畫『女神候補生』的主角傑洛・苑名聲優出道。
直到2008年12月為止都屬於81 Produce，之後經過一段無經紀公司的時間，2011年7月加入ガジェットリンク。
有積極的參與音樂活動。大約從2004年開始主辦「小尾元政 Presents アコギな夜」的Live等等，2012年與現在同屬於ガジェットリンク的白石稔組成音樂團體「YouM-ix」，由白石擔當主唱，小尾擔當吉他手。2012年12月舉辦了單人演唱會。

## 出演作品
※粗體字表示為主要角色

### 電視動畫
2000年
- 幽浮寶貝（たけし的父親、披薩宅配員、田丸...等）
- 女神候補生（傑洛・苑名）

2001年
- 学園戦記ムリョウ（日语：学園戦記ムリョウ）（學生A）
- 銀河天使（披薩店的美青年）
- 辣妹當家（黒井達樹）
- ZOIDS新世紀Ø（キーショーン）
- 宇宙人形17（アツシ）

2002年
- 五九戰記（日语：アソボット戦記五九）（側近）
- 十二國記（卓的同學）
- .hack//SIGN（角色B）
- 火影忍者（スキマ）
- 灰羽連盟（廢工廠的灰羽）
- 鋼琴戀曲（日语：PIANO_(アニメ)）（學生C、學生A）
- 圓盤皇女（男人）
- 魔法咪路咪路（男學生、男A、學生1）

2003年
- 灌籃少年（男學生）
- 瓶詰妖精（日语：瓶詰妖精）（粉絲B）
- 愛的魔法（細男）
- 魔法咪路咪路（少年A）

2004年
- 戀風（男性客A、友達A）
- 哈姆太郎（大原カズヤ）
- 雙戀（北川）
- 異域天使（朋友）
- 妄想代理人

2005年
- 星艦駕駛員（神崎キスカ）
- マシュマロ通信（男子）

2006年
- 冬季花園（幕戸さん）
- 銀魂（七兵衛）
- 蠟筆小新（帥哥）

2007年
- ぷるるんっ!しずくちゃん（日语：ぷるるんっ!しずくちゃん）（テントー君）

2008年
- 紅（打工仔、學生B）

2009年
- 奇蹟列車 大江戶篇（みちの父）

### OVA
2000年
- 極速戰警（日语：エクスドライバー）（沙悟学）

2001年
- うさぎちゃんでCue!!（日语：うさぎちゃんでCue!!）

2003年
- 水色（男學生B）
- Memories Off 2nd（伊波健）

2004年
- Memories Off 3.5 祈りの届く刻…（伊波健）

2005年
- FLCL（黑衣男們）

### 遊戲
2001年
- 哈利·波特－神秘的魔法石（奧利佛・木透）

2002年
- Final Fantasy II（PS版）（菲利奧尼爾）

2003年
- Memories Off Duet（伊波健）

2005年
- ZOIDS STRUGGLE（日语：ゾイドフルメタルクラッシュ）（シュネル・クラージュ）

2006年
- 召喚夜響曲4（亞爾巴）

2010年
- 異域神劍（嘉利亞）

2014年
- 茂伸奇談 -pure smile-（澤井透[1]）

2015年
- ChuSinGura46+1 -忠臣蔵46+1- V（日语：ChuSinGura46%2B1_-忠臣蔵46%2B1-）（柳沢吉保[2]）

2018年
- 愛上火車 -pure station-（赤井清春）

### 吹き替え
実写
- 戀戀模範生（Clayton）
- 情癲大聖（猪八戒（關智斌））
- 轟天奇兵（英语：The_Phantom）（Guran）
- 終極土匪（英语：Bandits_(2001_film)） （Phil）
- Io non ho paura（義大利語：Io_non_ho_paura_(film)）（Teschio）
- Glory Days（Zane Walker）

アニメ
- アクアキッズ（日语：アクアキッズ）（スコルボ）
- Construction Site（英语：Construction_Site）（Diggs）
- 大象巴巴（老鼠、自動販賣機）
- Pixcodelics（英语：Pixcodelics）（Pix）

### CD

#### 單曲
- 発進前夜 〜Get a dream!〜 (UNIVERSE FORM)（傑洛・苑名）

#### Drama CD
- 青春鉄道 ドラマCD2 〜高速鉄道編〜（後輩A〈つばさ〉）
- いつでも召喚!サモンナイト4（アルバ）
- キス・キス（久堂竜也）※ちゃお2004年12月号付録
- G-SAVIOUR（アキラ・イノウエ）
- ホットギミック（橘亮輝）※「Betsucomi」2003年2月号応募者全員サービス
- 女神候補生 オリジナルドラマアルバム（傑洛・苑名）
- 秋之回憶演劇部第3回公演「たるたるくえすと」（伊波健）

### 動態漫畫
- GET LOVE!!〜フィールドの王子さま〜（ヨースケ）

### TV
- チンパンニュースチャンネルSP「アニのり」（田丸〈チンパンジーVO〉）
- のりスタ!（新幹線300系）

## 小尾元政 Presents 吉他之夜
由小尾主辦，如同其名是一個以木吉他自彈自唱為主的演唱會。舉辦會場在あさがやドラム，時間一般會在每個月的第四個星期二，每場時間約3個半小時。小尾本人擔當開場表演。

### 主要演出者
以下為舉例，實際演出者依月份有所不同。
- 鷲崎健 & 内田稔 - 鷲崎負責吉他兼主唱，内田是鼓手。壓軸出場。
- 島涼香 - 和小尾在辣妹當家共事。小尾或K-wandam演奏吉他，島為主唱。
- K-wandam （あさがやドラム老闆）
- 青木佑磨 - 若鷲崎無法參加演出，常常作為他的代打演出。
- 藤谷智恵
- 山口あい

其他。